# Unkana hakonensis
Unkana hakonensis är en insektsart som beskrevs av Matsumura 1935. Unkana hakonensis ingår i släktet Unkana och familjen sporrstritar. Inga underarter finns listade i Catalogue of Life.